# Nueva Esperanza, Osumacinta
Nueva Esperanza är en ort i Mexiko.   Den ligger i kommunen Osumacinta och delstaten Chiapas, i den sydöstra delen av landet, 700 km öster om huvudstaden Mexico City. Nueva Esperanza ligger 688 meter över havet och antalet invånare är 164.
Terrängen runt Nueva Esperanza är bergig västerut, men österut är den kuperad. Runt Nueva Esperanza är det tätbefolkat, med 286 invånare per kvadratkilometer. Närmaste större samhälle är Tuxtla Gutiérrez, 17,0 km söder om Nueva Esperanza. I omgivningarna runt Nueva Esperanza växer huvudsakligen savannskog.